# Lothar Lambert
Pour les articles homonymes, voir Lambert.
Lothar Lambert est un acteur, réalisateur, monteur, scénariste, producteur et directeur de la photographie allemand né le 24 juillet 1944 à Rudolstadt (Allemagne).

## Comme acteur
- 1973 : Ein Schuß Sehnsucht - Sein Kampf
- 1977 : Puppe kaputt : Axel
- 1977 : Nachtvorstellungen
- 1977 : Le Chat connaît l'assassin (The Late Show)
- 1981 : La Femme de cauchemar (Die Alptraumfrau)
- 1982 : Dirty Daughters oder Die Hure und der Hurensohn : Betty
- 1982 : Verdammte Stadt
- 1983 : Utopia
- 1984 : Die Wolfsbraut : Kurtchen
- 1984 : Drama in blond
- 1986 : Kobay
- 1986 : Kismet, Kismet
- 1987 : Verbieten verboten
- 1988 : Liebe, Tod und kleine Teufel
- 1989 : Du Elvis, Ich Monroe : Herr Dorn
- 1992 : Was Sie nie über Frauen wissen wollten : Dr. Merkel
- 1992 : Eine Tunte zum Dessert : Julchen
- 1994 : Killing Mom
- 1994 : Gut drauf, schlecht dran
- 1995 : Wozu denn Eltern? (TV)
- 1995 : In Haßliebe Lola (TV)
- 1996 : Titty Twist in Hell - Orphea & Eurydike in Love
- 1996 : Happy Weekend : Rolf
- 1998 : Und Gott erschuf das Makeup : Dr. Prinz
- 1998 : Vom Luxus der Liebe
- 1999 : Made in Moabit
- 2000 : Verdammt in alle Eitelkeit
- 2004 : Eiszeit : Filmdirector 2

## Comme réalisateur
- 1971 : Kurzschluß
- 1972 : Ex und hopp
- 1973 : Ein Schuß Sehnsucht - Sein Kampf
- 1974 : 1 Berlin-Harlem
- 1976 : Faux pas de deux
- 1977 : Nachtvorstellungen
- 1979 : Tiergarten
- 1979 : Now or Never
- 1981 : La Femme de cauchemar (Die Alptraumfrau)
- 1982 : Verdammte Stadt
- 1983 : Fräulein Berlin
- 1984 : Paso Doble
- 1984 : Drama in blond
- 1986 : Gestatten, Bestatter
- 1986 : Die Liebeswüste
- 1987 : Verbieten verboten
- 1987 : Der Sexte Sinn (TV)
- 1988 : Liebe, Tod und kleine Teufel
- 1989 : Du Elvis, Ich Monroe
- 1992 : Was Sie nie über Frauen wissen wollten
- 1994 : Gut drauf, schlecht dran
- 1995 : In Haßliebe Lola (TV)
- 1996 : Intime Bekenntnisse zweier Underground-Stars
- 1997 : Blond bis aufs Blut
- 1998 : Und Gott erschuf das Makeup
- 1999 : Made in Moabit
- 2000 : Verdammt in alle Eitelkeit
- 2003 : Ich bin, Gott sei Dank, beim Film!

## Comme monteur
- 1977 : Puppe kaputt
- 1979 : Now or Never
- 1981 : La Femme de cauchemar (Die Alptraumfrau)
- 1982 : Dirty Daughters oder Die Hure und der Hurensohn
- 1984 : Die Wolfsbraut
- 1984 : Paso Doble
- 1984 : Drama in blond
- 1986 : Kismet, Kismet
- 1986 : Die Liebeswüste
- 1987 : Verbieten verboten
- 1988 : Liebe, Tod und kleine Teufel
- 1989 : Du Elvis, Ich Monroe
- 1992 : Was Sie nie über Frauen wissen wollten
- 1992 : Eine Tunte zum Dessert
- 1994 : Gut drauf, schlecht dran
- 1996 : Intime Bekenntnisse zweier Underground-Stars
- 1997 : Blond bis aufs Blut
- 1998 : Und Gott erschuf das Makeup
- 1999 : Made in Moabit

## Comme scénariste
- 1974 : 1 Berlin-Harlem
- 1979 : Tiergarten
- 1981 : La Femme de cauchemar (Die Alptraumfrau)
- 1984 : Paso Doble
- 1984 : Drama in blond
- 1986 : Die Liebeswüste
- 1987 : Verbieten verboten
- 1987 : Der Sexte Sinn (TV)
- 1988 : Liebe, Tod und kleine Teufel
- 1989 : Du Elvis, Ich Monroe
- 1992 : Was Sie nie über Frauen wissen wollten
- 1994 : Gut drauf, schlecht dran
- 1996 : Intime Bekenntnisse zweier Underground-Stars
- 1997 : Blond bis aufs Blut
- 1998 : Und Gott erschuf das Makeup
- 1999 : Made in Moabit
- 2000 : Verdammt in alle Eitelkeit
- 2003 : Ich bin, Gott sei Dank, beim Film!

## Comme producteur
- 1973 : Ein Schuß Sehnsucht - Sein Kampf
- 1974 : 1 Berlin-Harlem
- 1976 : Faux pas de deux
- 1977 : Nachtvorstellungen
- 1979 : Tiergarten
- 1981 : La Femme de cauchemar (Die Alptraumfrau)
- 1984 : Drama in blond
- 1986 : Die Liebeswüste
- 1987 : Verbieten verboten
- 1988 : Liebe, Tod und kleine Teufel
- 1989 : Du Elvis, Ich Monroe
- 1992 : Was Sie nie über Frauen wissen wollten
- 1996 : Intime Bekenntnisse zweier Underground-Stars
- 1997 : Blond bis aufs Blut
- 2000 : Verdammt in alle Eitelkeit

## Comme directeur de la photographie
- 1974 : 1 Berlin-Harlem
- 1979 : Now or Never
- 1981 : La Femme de cauchemar (Die Alptraumfrau)
- 1982 : Dirty Daughters oder Die Hure und der Hurensohn
- 1986 : Die Liebeswüste
- 1987 : Verbieten verboten
- 1989 : Du Elvis, Ich Monroe
- 1992 : Was Sie nie über Frauen wissen wollten
- 1996 : Intime Bekenntnisse zweier Underground-Stars
- 2003 : Ich bin, Gott sei Dank, beim Film!